# Euscorpius borovaglavaensis
Espèce
Euscorpius borovaglavaensis est une espèce de scorpions de la famille des Euscorpiidae.

## Distribution
Cette espèce se rencontre en Bosnie-Herzégovine et en Croatie.

## Description
Le mâle holotype d'Euscorpius borovaglavaensis flavus mesure 39,4 mm.

## Liste des sous-espèces
Selon The Scorpion Files (19/08/2024) :
- Euscorpius borovaglavaensis borovaglavaensis Tropea, 2015
- Euscorpius borovaglavaensis flavus Vignoli, 2024

## Systématique et taxinomie
Cette espèce a été décrite par Tropea en 2015.

## Étymologie
Son nom d'espèce, composé de borovaglava et du suffixe latin -ensis, « qui vit dans, qui habite », lui a été donné en référence au lieu de sa découverte, le Borova Glava.

## Publications originales
- Tropea, 2015 : « A new species of Euscorpius Thorell, 1876 from Bosnia-Herzegovina and Croatia (Scorpiones: Euscorpiidae). » Arachnida - Rivista Aracnologica Italiana, vol. 1, no 5, p. 30-41.
- Podnar, Vignoli & Tvrtković, 2024 : « Phylogeographic structuring within recently diverged scorpion species, Euscorpius borovaglavaensis Tropea, 2015 (Scorpiones: Euscorpiidae) in Croatia, with the description of a new subspecies. » Natura Croatica: Periodicum Musei Historiae Naturalis Croatici, vol. 33, no 1, p. 29-52.